# PDP–7

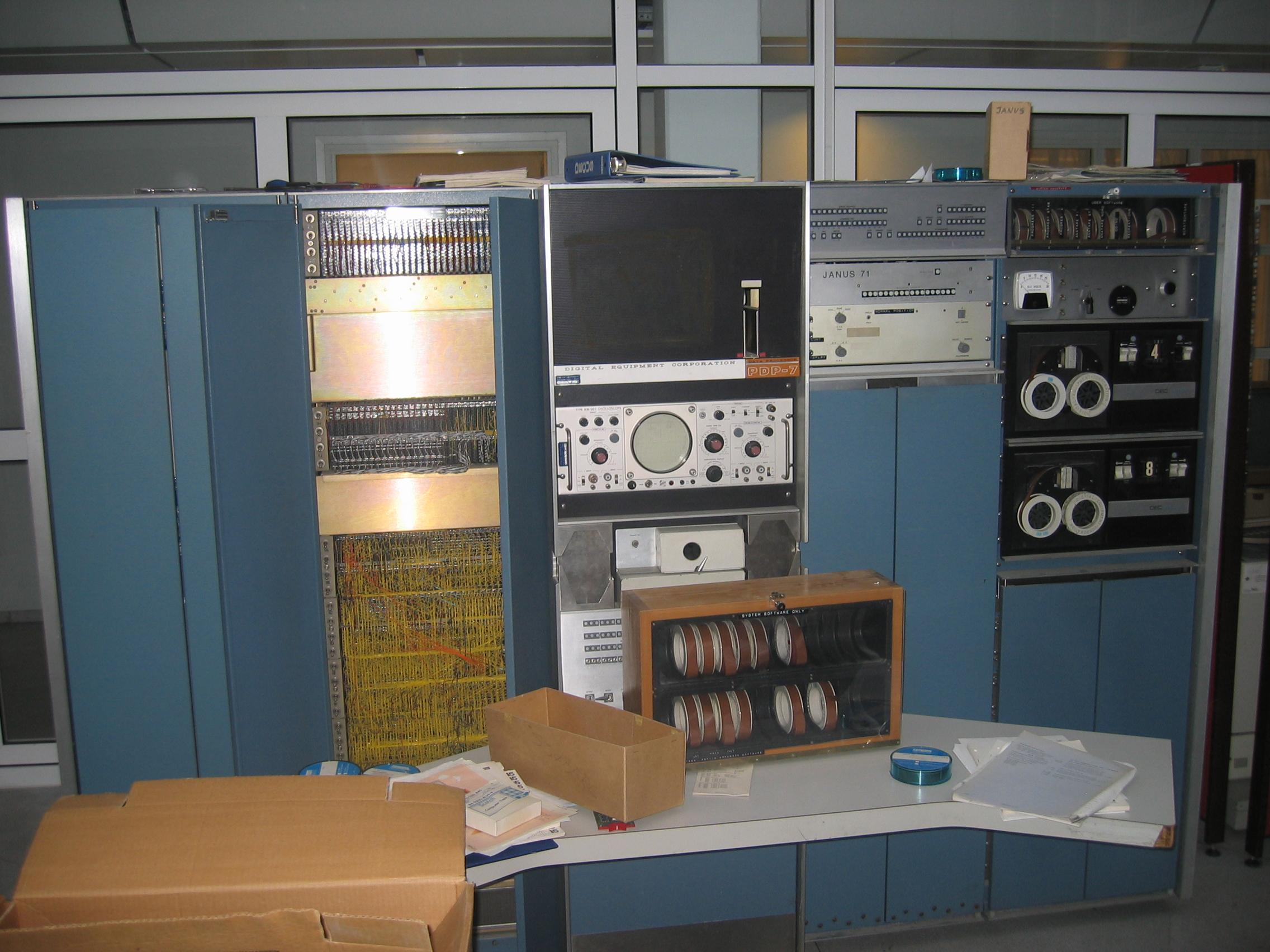
Egy módosított PDP–7-es, amelyet a norvégiai Oslóban restaurálnak.

A PDP–7 a Digital Equipment Corporation (DEC) által gyártott miniszámítógép volt, amelyet 1964-ben mutattak be. A gép a PDP–1 utódja, illetve a PDP-4 továbbfejlesztett változata volt. A PDP–7 leginkább arról ismert, hogy ez volt az a számítógép, amelyen Ken Thompson és Dennis Ritchie megalkotta az Unix operációs rendszer legelső verzióját assembly nyelven.

## Története
A PDP-7 volt a DEC első tekercselt huzalkötés (wire-wrap) technikával szerelt PDP számítógépe, és a DEC első gépe, amely szilíciumalapú tranzisztorokat használt. Felépítésében a PDP–4 architektúrájára épült, de jelentős fejlesztéseket tartalmazott. 18 bites szóhosszal rendelkezett, és alapkiépítésben 4K (4096) szavas mágneses ferritgyűrűs memóriával szerelték, amely 1,75 µs ciklusidővel működött. A memória 32K szóra volt bővíthető. A géphez különféle I/O (bemeneti/kimeneti) eszközök csatlakozhattak, például lyukszalag-olvasók, nyomtatók és a DEC saját fejlesztésű Type 340 katódsugárcsöves grafikus kijelzője. A PDP–7 számított az első olyan gépnek, amely a DEC új Flip-Chip moduljait használta, ami megbízhatóbbá és kompaktabbá tette a korábbi modelleknél. 1965-ben a gép ára 72 000 amerikai dollár volt, ami a korabeli viszonyok között kedvezőnek számított, így népszerűvé vált egyetemi és kutatási környezetben. Készült belőle egy PDP–7A továbbfejlesztett változat, amivel együtt összesen 120 darabot adtak el.

## Műszaki adatok
- Szóhossz: 18 bit
- Memória: 4K (4096) 18 bites szó, bővíthető 32K szóig
- Ciklusidő: 1,75 µs
- Számítási sebesség: Egy összeadási műveletet 3,5 µs alatt hajtott végre.
- Technológia: Diszkrét szilícium tranzisztorok (Flip-Chip technológia)
- Perifériák: Lyukszalag-olvasó, teleprinter, Type 340 CRT kijelző

## Utóélete és öröksége
A PDP–7 technológiailag viszonylag rövid életű volt, mivel hamarosan felváltotta a fejlettebb és sikeresebb PDP–9 és a 16 bites PDP–11 család. Mégis, a számítástechnika-történetben betöltött szerepe vitathatatlan. 
- Alap a Unix számára: Nélküle a Unix talán soha nem jött volna létre, vagy teljesen más formát öltött volna.
- Korai grafika: A Type 340 kijelzővel a PDP–7 a korai számítógépes grafika egyik fontos mérföldköve volt.
- Megbízhatóság: A szilícium tranzisztorok és a Flip-Chip technológia megbízhatóbbá tette a korabeli gépeknél, ami hozzájárult a miniszámítógépek elterjedéséhez.

Ma már csak néhány példány létezik a világszerte eladott gépekből. 

### Ismertebb fennmaradt rendszerek
- Egy PDP–7A (sorozatszáma: 115) restaurálása Norvégiában, Oslo mellett zajlott egy gyűjtő, Espen Sjøberg vezetésével.[1]
- Egy másik PDP–7A (sorozatszáma: 113), amely korábban az Oregoni Egyetem nukleáris fizikai laboratóriumában működött, ma a seattle-i Living Computers: Museum + Labs gyűjteményében található, ahol teljesen működőképes állapotba hozták.